# 亞斯特魯比哈
48°48′25″N 28°52′4″E / 48.80694°N 28.86778°E
亞斯特魯比哈（烏克蘭語：Яструбиха），是烏克蘭西南部的村落，隸屬文尼察州的圖利欽區。該村面積0.28平方公里，海拔高度216米，2001年人口50，人口密度每平方公里179.21人。